# العلاقات الأفغانية النيجيرية
العلاقات الأفغانية النيجيرية هي العلاقات الثنائية التي تجمع بين أفغانستان ونيجيريا.

## مقارنة بين البلدين
هذه مقارنة عامة ومرجعية للدولتين:
| وجه المقارنة                                              | أفغانستان                    | نيجيريا                     |
| --------------------------------------------------------- | ---------------------------- | --------------------------- |
| المساحة (كم2)                                             | 652.23 ألف                   | 923.77 ألف                  |
| عدد السكان (نسمة)                                         | 34.94 مليون                  | 190.89 مليون                |
| الكثافة السكانية (ن./كم²)                                 | 53.57                        | 206.64                      |
| العاصمة                                                   | كابل                         | أبوجا، لاغوس                |
| اللغة الرسمية                                             | اللغة البشتوية، اللغة الدرية | لغة إنجليزية، اللغة اليوربا |
| العملة                                                    | أفغاني                       | نيرة نيجيرية                |
| الناتج المحلي الإجمالي (بليون دولار)                      | 20.82 مليار                  | 375.77 مليار                |
| الناتج المحلي الإجمالي (تعادل القوة الشرائية) بليون دولار | 62.62 مليار                  | 1.09 تريليون                |
| الناتج المحلي الإجمالي الاسمي للفرد دولار أمريكي          | 594                          | 2.64 ألف                    |
| الناتج المحلي الإجمالي للفرد دولار أمريكي                 | 1.93 ألف                     | 5.91 ألف                    |
| مؤشر التنمية البشرية                                      | 0.479                        | 0.514                       |
| رمز المكالمات الدولي                                      | +93                          | +234                        |
| رمز الإنترنت                                              | .af                          | .ng                         |
| المنطقة الزمنية                                           | ت ع م+04:30                  | ت ع م+01:00                 |

## منظمات دولية مشتركة
يشترك البلدان في عضوية مجموعة من المنظمات الدولية، منها:
| علم المنظمة | اسم المنظمة                               | تاريخ انضمام أفغانستان | تاريخ انضمام نيجيريا |
| ----------- | ----------------------------------------- | ---------------------- | -------------------- |
|             | مؤسسة التنمية الدولية                     | 2 فبراير 1961          | 14 نوفمبر 1961       |
|             | الأمم المتحدة                             | 19 نوفمبر 1946         | 7 أكتوبر 1960        |
|             | منظمة التعاون الإسلامي                    | ?                      | ?                    |
|             | منظمة الشرطة الجنائية الدولية             | ?                      | ?                    |
|             | المركز الدولي لتسوية المنازعات الاستشارية | 25 يوليو 1968          | 14 أكتوبر 1966       |
|             | الاتحاد الدولي للاتصالات                  | 12 أبريل 1928          | 11 أبريل 1961        |
|             | البنك الدولي للإنشاء والتعمير             | 14 يوليو 1995          | 30 مارس 1961         |
|             | الاتحاد البريدي العالمي                   | ?                      | ?                    |
|             | منظمة حظر الأسلحة الكيميائية              | ?                      | ?                    |
|             | مؤسسة التمويل الدولية                     | 23 سبتمبر 1957         | 30 مارس 1961         |
|             | وكالة ضمان الاستثمار متعدد الأطراف        | 16 يونيو 2003          | 12 أبريل 1988        |
|             | يونسكو                                    | 4 مايو 1948            | 14 نوفمبر 1960       |

## وصلات خارجية
- موقع وزارة الخارجية الأفغانية
- موقع وزارة الخارجية النيجيرية